# 盧赫 (利維夫區)
50°11′3″N 23°34′7″E / 50.18417°N 23.56861°E
盧赫（羅馬化：Luh）是烏克蘭西部的村莊，隸屬利維夫州的利維夫區。該村面積5.2平方公里，海拔高度280米，2001年人口166，人口密度每平方公里31.92人。